# Club Alianza Lima
Il  Club Alianza Lima è una società calcistica peruviana con sede nella capitale Lima. Milita nella Liga 1, la massima serie del campionato peruviano di calcio. Nella sua storia ha vinto il campionato peruviano per 25 volte, e insieme all'Universitario e allo Sporting Cristal è una delle compagini più titolate del paese.
I fondatori adottarono quel nome in onore della scuderia di cavalli Alianza, di proprietà del Presidente della Repubblica, Augusto B. Leguía, con la quale celebravano le prime partite. È considerato uno dei tre grandi del calcio peruviano. La sua migliore prestazione internazionale è stata nel 1976 quando è stato campione della Coppa Simón Bolívar. Un'altra delle sue migliori prestazioni a livello internazionale risale al 1976 e 1978, quando raggiunse le semifinali della Copa Libertadores de América e nel 1999 per la Copa Merconorte raggiungendo la stessa istanza.
I colori del club sono il bianco e il blu. A causa dell'ascendenza italiana di Eduardo Pedreschi, membro fondatore, si decise che i primi capi avrebbero avuto i colori della bandiera italiana. Così, le prime divise erano verdi con il bianco. Successivamente, nella divisa furono inseriti i colori della scuderia, che erano blu, bianco e nero, che venivano indossati rispettivamente su maglia, pantaloni e calzini. Anni dopo, l'uniforme blu e bianca è stata realizzata a forma di strisce, che è usata ancora oggi.
Alianza Lima gioca in casa allo Stadio Alejandro Villanueva, detto anche "Matute", di cui è titolare assoluto, e che porta il nome di uno dei calciatori più importanti nella storia dell'Alleanza. È stato inaugurato il 27 dicembre 1974 e si trova all'incrocio tra Avenida Isabel La Católica e Jirón Abtao, nel quartiere di Matute, nel quartiere di La Victoria nella città di Lima. La sua capacità totale è di 34.000 spettatori. All'inizio, dopo la sua costruzione, era conosciuto come Estadio Alianza Lima, nome che anni dopo fu cambiato in quello che ha ancora oggi.
Negli ultimi anni, diversi sondaggi e studi socioeconomici condotti da diversi seggi elettorali coincidono nel collocare Alianza Lima come il club con il maggior numero di tifosi in Perù, seguito da Universitario e Cristal nella grande maggioranza.

## Storia
Il club fu fondato, col nome di Sport Alianza il 15 febbraio 1901 da un gruppo di giovani lavoratori di una scuderia di cavalli chiamata Alianza di proprietà dell'ex presidente peruviano Augusto Leguía y Salcedo con sede nella capitale Lima. La sua prima uniforme era a strisce verticali verde e bianche, simile a quella indossata dai fantini della scuderia.

### Primi titoli
Nel 1911 il club passò alla divisa attuale a strisce verticali bianche e blu scure.
Lo stretto legame che si instaurò tra i giocatori dello Sport Alianza valse loro il soprannome di Los Intimos ("Gli Intimi").
Lo Sport Alianza partecipò al Campionato Nazionale di calcio fin dalla prima edizione del 1912, vincendo i suoi primi scudetti nel 1918 e nel 1919. Durante i suoi primi anni, lo Sport Alianza ha giocato contro altre squadre della capitale Lima e della città portuale di Callao. Le sue sfide contro l'Atlético Chalaco (squadra di Callao) fecero crescere l'interesse dei peruviani per il gioco del calcio, e lo Sport Alianza divenne uno dei club più seguiti di tutto il Perù.
L'anno 1919 fu speciale per l'istituzione dell'Alleanza, poiché vinse il titolo per la seconda volta consecutiva, ottenendo il primo bi-campionato nella storia dei blanquiazul.
il decennio degli anni '20 segnò due eventi importanti nella storia del club, con i quali terminò di formare la sua identità. Dapprima passò dall'essere chiamata Sport Alianza a diventare definitivamente Alianza Lima. Finora non si sa se qualcuno in particolare sia stato l'autore del nome, ma si intuisce che fu scelto per decisione popolare, poiché era riconosciuto che tutti i suoi giocatori provenivano dalla capitale. In quei anni entrò a fare parte della squadra Alejandro Villanueva, giocatore tecnico che segnerà le sorti del club negli anni a seguire.

### Prima tripletta di successi nel calcio peruviano

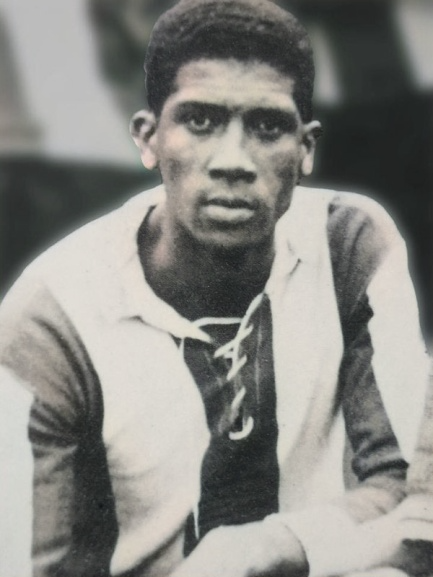
Alejandro Villanueva, idolo del club.

Negli anni '20, la squadra dell'Alleanza riuscì a vincere i titoli del 1927 e del 1928. Nel 1929, quando sembrava che Alianza Lima avrebbe vinto un nuovo campionato, fu punito con una squalifica perpetua per problemi con la Federcalcio peruviana, poiché il vicepresidente del club, Enrique Vergara, inviò una lettera informando l federazione che i giocatori della squadra non avrebbero giocato in nazionale perché il club era in "una situazione economica deplorevole". Alla luce di ciò, la Federer decise di sospenderli.

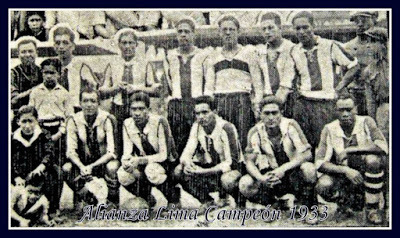
Alianza Lima squadra dell'anno 1933.

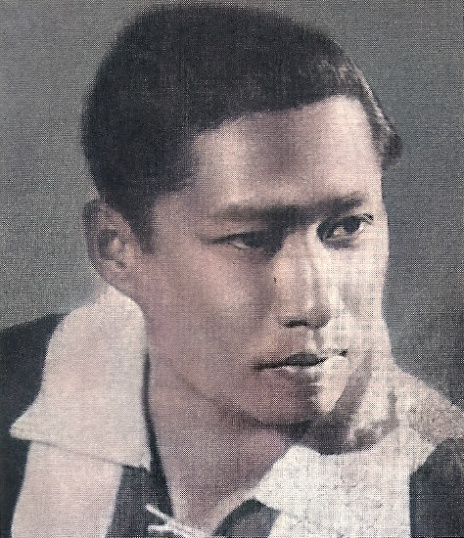
Jorge Sarmiento, campione con il club 7 volte del torneo peruviano.

Nel 1930, quando gli argentini dell'Atl. Tucumán in tournée avevano sconfitto tutte le squadre peruviane incontrate, i media e i tifosi fecero pressioni che l'Alianza Lima li affrontasse. Dopo un accordo tra la Federcalcio peruviana e l'Alianza Lima, la punizione loro inflitta venne revocata affinché potesse giocare contro la squadra argentina, a condizione che la domenica successiva avessero forntio giocatori alla nazionale peruviana, che doveva giocare in Argentina. Il club accettò e finalmente domenica 9 febbraio 1930 batterono l'Atlético Tucumán 3 a 0. Il 15 febbraio 1931 Alianza festeggiò il suo 30º anniversario con una vittoria per 4 a 0 contro gli jugoslavi dell'Hajduk Spalato. Un anno prima, la prima Coppa del Mondo si è svolta a Montevideo, in Uruguay. La nazionale peruviana ha partecipato a questo evento, con 8 giocatori dell'Alleanza nel suo roster. L'Alianza Lima iniziò a diventare popolare a livello internazionale dopo un tour in Cile negli anni '30; la squadra era composta dal portiere Juan Valdivieso, insieme a un attacco in cui spiccavano José María Lavalle, Adelfo Magallanes, José Morales, Teodoro Fernández, Jorge Sarmiento e Alejandro Villanueva.
Il campionato disputato nel 1934, l'Universitario de Deportes lo sconfisse in un match di definizione. Questo campionato è stato controverso poiché la classifica della posizione finale ha aggiunto i punti del torneo di prima squadra e 1/4 dei punti del torneo di riserva nella classifica generale. Poiché il torneo della prima squadra era in parità, il torneo di riserva ha dato ad Alianza Lima il vantaggio finale in classifica generale di 0,25 punti, dopo l'ultima data in cui Alianza ha battuto l'Universitario in entrambe le categorie. L'Universitario si è lamentato (considerato questo ingiusto) e dopo una partita, in cui entrambe le squadre hanno accettato di giocare il tie-break, l'Universitario ha vinto il torneo. A questo proposito, c'è una polemica in alcuni ambienti sulla squadra che quell'anno avrebbe dovuto vincere il titolo. Negli ultimi anni è emersa la teoria basata sui giornali dell'epoca fino ai primi anni '50 che il suddetto match determinante non definisse il titolo assoluto di quell'anno ma solo quello delle Prime Squadre, poiché questi media davano sempre alla squadra il vincitore. Tuttavia, l'U iniziò a essere considerato il campione di quel torneo all'inizio degli anni '70. C'è polemica al riguardo, ma sia l'FPF, l'ADFP che la FIFA considerano l'Universitario il campione di quell'anno.
Per gli anni 1935 e 1937 il rullo nero rimane il secondo classificato peruviano. Va notato che nel 1936 non c'era il campionato per le Olimpiadi di Berlino del 1936.

### Declino e irregolarità (1938-1946)
La gioia dei successi della prima metà degli anni '30 scomparve nel 1938, dopo un pessimo campionato, Alianza Lima occupa il penultimo posto nella Lega peruviana dopo aver perso 0:2 contro Sucre e retrocessa in Prima Divisione della Lega di Lima. Il motivo che ha portato a una prestazione così scarsa quell'anno è stata il calo delle prestazioni dei loro migliori giocatori, vicini all'età della pensione e che si sono rifiutati di far posto a nuove figure. Nel 1939 Alianza Lima partecipò al torneo di divisione intermedia. Gran parte dei tifosi del club ha assistito alle partite, indipendentemente dal fatto che la squadra giocasse nella divisione promozione.
Al debutto, Alianza ha pareggiato 0:0 con Unión Carbone; tuttavia, è seguita una serie di vittorie consecutive, tra cui una vittoria per 5:1 contro lo Sportivo Uruguay. Alianza è arrivata prima nel torneo, tuttavia ha dovuto giocare una partita decisiva contro il San Carlos per definire chi avrebbe ottiene il pass per la Prima Divisione nella cosiddetta Ascensione alla Divisione d'Onore Infine, Alianza vince l'incontro, diventa campione e torna in Prima Divisione nel 1940, dove rimane fino ad oggi.
In generale, il decennio degli anni '40 non fu molto fruttuoso per la big, poiché poté ottenere solo un campionato in più per il suo record, a questo si aggiunge che durante i primi anni l'idolo dell'Alleanza Alejandro Villanueva morì prematuramente all'età di 35 anni nella sala Santa Rosa dell'ospedale Dos de Mayo, l'11 aprile 1944, vittima di tubercolosi.

### Bicampeonato e storici superclassici (1947-1956)
Il titolo del 1948 ruppe una siccità durata 15 anni (14 per altri esperti del settore). Quella squadra che è stata incoronata campione era guidata da un ex giocatore alleanzeista, Adelfo Magallanes. La base di quella squadra era composta da Teódulo Legario; Fuentes e Arce, Silva, Gonzales ed Heredia; Felix e Roberto Castillo, Salinas, Vargas e Pedraza; che è stato completamente rinnovato e ha avuto anche il soprannome di Black Roller. La squadra dell'alleanza ha presentato una squadra con giovani giocatori e alcuni veterani. L'esperienza è stata rappresentata in giocatori come Alejandro Gonzáles e Teódulo Legario; quest'ultimo è stato un giocatore che ha giocato diverse partite con la maglia dell'Alianza.
Un anno prima, nel primo Superclásico dell'anno 1947, gli intimi hanno battuto l'Universitario de Deportes nella finale del torneo di apertura con un alto risultato di 4 a 1.
Nel secondo Superclásico dell'anno 1947 le creme iniziarono vincendo il primo tempo per 3:1 in modo convincente. Nella ripresa Alianza ribalta il punteggio in otto minuti. Primo, Herrera ha segnato 3:2 al 70'; più tardi l'arbitro fischia fallo in area, Arce esegue e segna il gol della parità al 73', e al 78', dopo diversi rimbalzi in area merengue, la palla arriva ai piedi di Carlos Gómez Sánchez, che con un cross tiro ha segnato il gol della vittoria e una rimonta che è passato alla storia per la circostanza in cui si è verificato.
Il 12 giugno 1949 ebbe luogo la più grande vittoria dei Superclásicos Alianza Lima, con cinque gol di Emilio Salinas, ha battuto l'eterna rivale, l'Universitario de Deportes 9-1; e 22 giorni dopo si sono incontrati di nuovo il 3 luglio, dove le creme hanno ricevuto un'altra vittoria, questa volta con un punteggio di 5:0. In altre parole, in meno di un mese, Alianza Lima aveva segnato 14 gol contro l'U. La fase dell'Associazione Non Dilettanti (ANA) terminò nel 1950, lasciando il posto all'era professionistica del calcio peruviano nel 1951. È così che questo sport ha iniziato ad adottare gli standard internazionali richiesti dalla professionalità.
L'Atlético Chalaco è stato il primo rivale di Alianza Lima in questa nuova era. Alianza ha debuttato nel professionistico con una vittoria per 2:1; I due gol dell'Alleanza sono stati realizzati da Roberto Castillo. L'anno dopo aver debuttato nel calcio professionistico dopo essere stato secondo, Alianza ha vinto nuovamente il campionato di calcio peruviano finendo prima in classifica con 27 punti. Nonostante il secondo classificato nel 1953, l'anno successivo vinsero il titolo nel 1954 e in seguito divennero nuovamente due volte campioni nel 1955.

### L'incidente aereo
Il 7 dicembre di quell'anno l'Alianza Lima giunse a Pucallpa per giocare contro il Deportivo Pucallpa (match vinto per 1-0 con la rete decisiva di Carlos Bustamante). Il volo di ritorno partì l'8 dicembre a bordo di un aereo della Marina peruviana che si schiantò in mare quando mancavano pochi chilometri per giungere all'Aeroporto Internazionale Jorge Chávez a Lima. Sopravvisse solo il pilota mentre tutti i giocatori lo staff tecnico lo staff medico alcuni dirigenti e alcuni tifosi invitati per l'occasione a seguire la squadra la terna arbitrale che diresse la partita e membri dell'equipaggio di totale 43 persone morirono in quell'incidente aereo.
L'Alianza Lima giocò le ultime partite schierando giovanissimi e alcuni giocatori presi in prestito dalla squadra cilena del Colo Colo che avevano patito una simile tragedia offrirono il loro aiuto.
Tale gesto fece crescere l'amicizia tra i due club.
L'Alianza Lima però non riuscì a mantenere il primo posto in classifica, e gli acerrimi rivali dell'Universitario conquistarono il titolo.

### La ripresa della squadra
Il club dovette ricominciare da capo e giocatori che si erano ormai ritirati come Teófilo Cubillas e altri che erano sul punto di ritirarsi come César Cueto ritornarono a giocare per aiutare il club a superare quei momenti difficili.
L'Alianza Lima fu vicina alla retrocessione nel 1988, ma riuscì a salvarsi nelle ultime partite.
Negli anni successivi nonostante avesse una squadra nuovamente competitiva l'Alianza Lima non vinse nessun titolo.
L'attesa si concluse nel 1997 quando, dopo 19 anni senza vincere un titolo la squadra, guidata in panchina dal colombiano Jorge Luis Pinto riuscì a conquistare il primo posto in campionato.

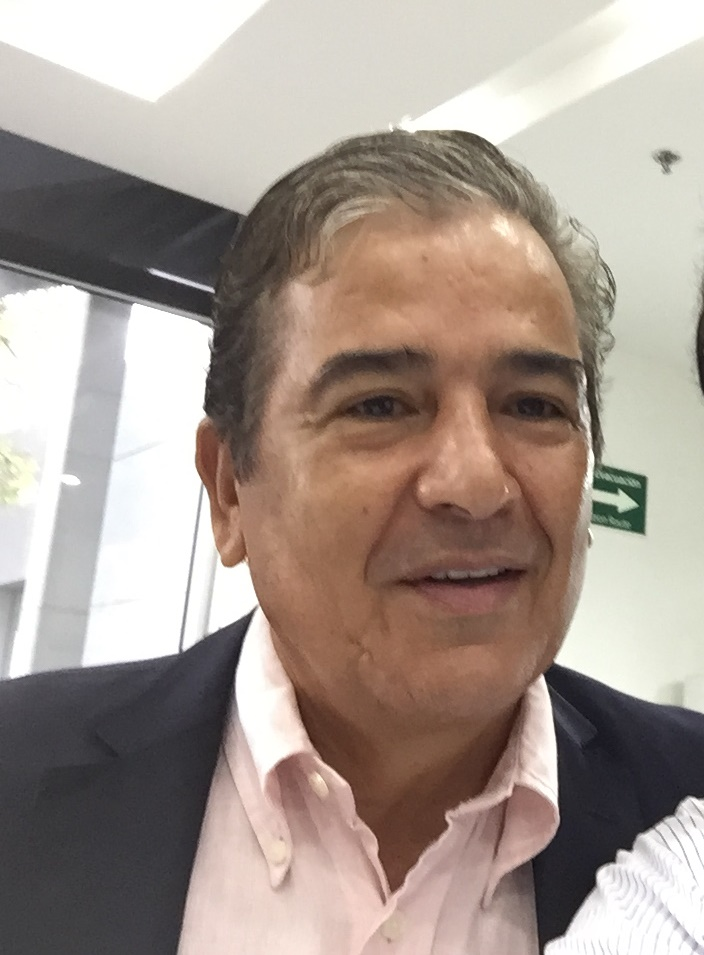
Jorge Luis Pinto è stato l'allenatore campione nel 1997

Nel 1999 l'Alianza Lima giunse secondo dopo aver perso le finali con l'Universitario.
Nelle prime ore del 2000 una nuova tragedia colpì l'Alianza Lima quando il suo giovane capitano Sandro Baylón morì in un incidente stradale andandosi a schiantare con la sua macchina contro un palo della luce.
Nel 2001 il club festeggiò il centenario e vinse il titolo battendo ai rigori il Cienciano.
Nel 2003 e nel 2004 l'Alianza Lima stavolta sotto la guida dell'argentino Gustavo Costas vinse il campionato sconfiggendo in entrambe le finali lo Sporting Cristal. L'Alianza vinse nuovamente il titolo nel 2006 battendo il Cienciano.
Nel 2008 l'Alianza Lima fu ancora vicino alla retrocessione ma riuscì a salvarsi nelle ultime giornate.
Nel 2011 l'Alianza Lima giunse secondo dopo aver perso ai rigori contro il Juan Aurich. L'anno successivo, il club era nel mezzo di una crisi generalizzata, per la quale Alianza ha condotto una pessima campagna.
Nelle prime date del torneo 2013 la squadra si è piazzata in prima posizione. Tuttavia, dopo una pausa iniziò a subire sconfitte inaspettate, perdendo la posizione privilegiata. Inoltre, l'amministrazione temporanea del club ha deciso di vendere Yordy Reyna alla Red Bull Salisburgo dall'Austria.

### Campione dopo 11 anni
Nel 2017 sarebbe arrivato l'allenatore Pablo Bengoechea, nel Torneo Apertura la squadra avrebbe ottenuto buoni risultati, occupando il primo posto al termine delle 15 giornate. La buona prestazione è continuata nella seconda parte dell'anno e la squadra ha raggiunto il suo ventiquattresimo titolo dopo 11 anni. In questo torneo, i giocatori di Alianza Lima che si sono distinti di più sono stati Leao Butrón e Luis Aguiar.

### Secondo classificato 2018-2019
Nel 2018, la squadra avrebbe iniziato male nel torneo estivo e nel Torneo Apertura, sebbene fosse seconda. Per il Torneo Clausura, il club sotto il comando dell'allenatore uruguaiano Pablo Bengoechea sarebbe stato ancora una volta secondo, ma essendo 3 ° nella classifica accumulata, è riuscito a qualificarsi per le semifinali. In semifinale ha pareggiato 3:3 contro Melgar in casa e 2:2 in trasferta, per poi vincere 0-2 ai rigori e qualificarsi così alla finale del torneo. In finale perderebbero nella prima partita 4:1 e nella seconda 3:0, ottenendo il secondo posto nazionale.
Nel 2019 sono arrivati i calciatori Pedro Gallese e Wilder Cartagena, che hanno giocato il Mondiale 2018 con la squadra peruviana.

## Colori e simboli

### Colori
L'uniforme di casa consiste in una maglia a strisce verticali bianche e blu scure, calzoncini blu scuri e calzettoni blu scuri. L'uniforme di riserva non ha un colore ufficiale e in genere va da un abito tutto bianco a un abito blu navy. A volte è stato utilizzato anche il colore verde.
Durante il mese di ottobre, in onore al "Señor de los Milagros", santo patrono della squadra, le uniformi ufficiali sono sostituite da un completo viola. Il colore viola è spesso associato all'immagine religiosa del patrono e alla sua processione.

#### Evoluzione

##### Prima divisa
| 1901-1911 | 1912-1919 | 1920-1925 | 1926-2000 | 2001 | 2002 | 2003 | 2004 | 2005 |

## Strutture

### Stadio
Gli edifici di proprietà del club si trovano nel Distretto La Victoria, nella città di Lima. Le infrastrutture comprendono lo Estadio Alejandro Villanueva (capacità: 35.000 spettatori), centri di allenamento e uffici amministrativi. La sua costruzione fu annunciata il 15 febbraio 1951, giorno in cui il club celebrava il suo 50º anniversario, mentre il terreno su cui sarebbe stato costruito fu donato da Manuel Odría, all'epoca presidente del Perù.

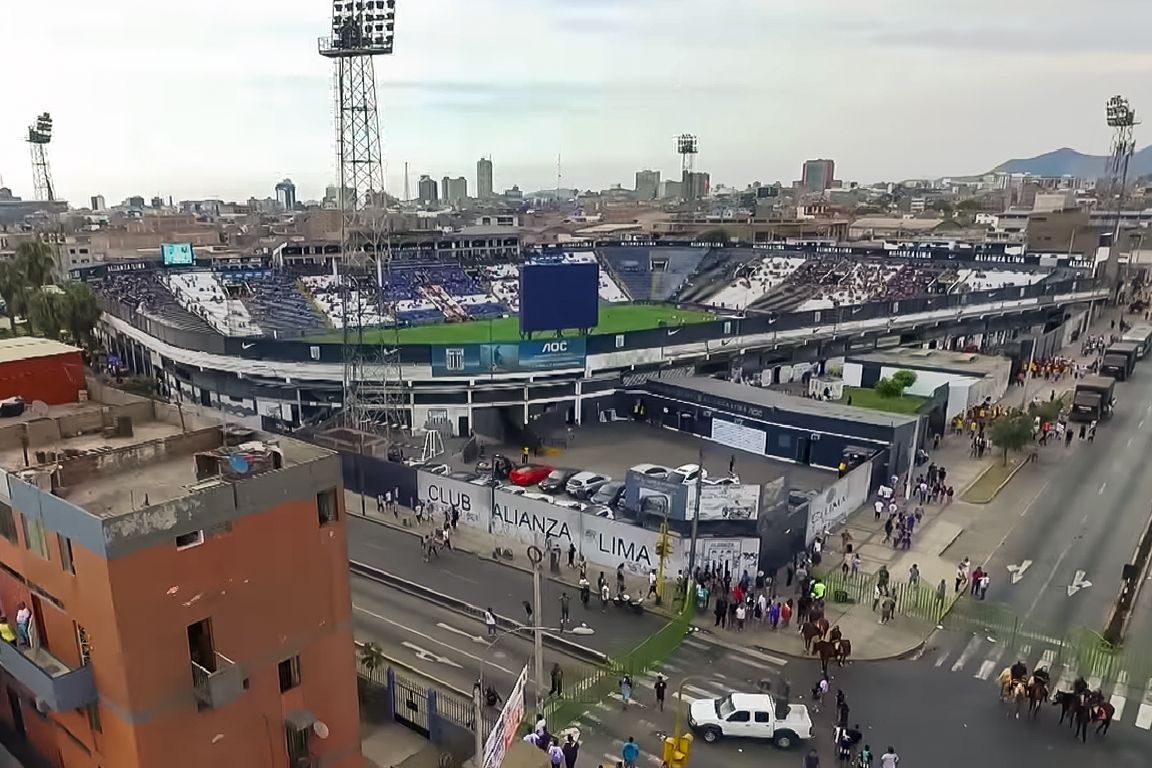
Vista dall'esterno dello stadio.

## Allenatori
- 1927-1934  Guillermo Rivero
- 1935-1937  Jorge Koochoi Sarmiento
- 1937-1940  Julio Quintana
- 1940-1941  Alejandro Villanueva
- 1941  Juan Valdivieso Padilla
- 1942-1943  Gerardo Arce
- 1944  Máximo Lobatón
- 1944  Julio Manisse
- 1945  Domingo Arrillaga
- 1946-1948 1954-1956  Adelfo Magallanes
- 1949  Juan Berastaín
- 1949  Roberto Aramburú
- 1950  Piado Petrovich
- 1951  Alejandro Gonzáles
- 1952-1953  Luis Guzmán
- 1953  Carlos Mora
- 1957-1959  Roberto Scarone
- 1960  Alfonso Huapaya
- 1961-1966  Jaime de Almeyda
- 1967  Ladislao Pakozdi
- 1967, 1974, 1988 y 1991  Rafael Castillo Huapaya
- 1968 Marinho de Oliveira
- 1969-1970  Hugo Bagnulo
- 1971-1972  José Gomes Nogueira
- 1972 Roberto Reynoso
- 1972 y 1976  Dan Georgiadis
- 1973  Vito Andrés Bártoli
- 1973  Segundo Capristán
- 1975-1976 y 1987  Marcos Calderón
- 1976, 1982, 1987 y 1992 Javier Castillo
- 1977  Mario Gonzáles
- 1977-1978 Juan Eduardo Hohberg
- 1979 y 1984-1985  Juan José Tan
- 1980 y 1987  César Cubilla
- 1981-1982, 1983 y 2000 Víctor Zegarra
- 1986  Didí
- 1988  Moisés Barack
- 1988  Teófilo Cubillas
- 1989  Miguel Company
- 1990-1991 José Carlos Amaral
- 1991  Simo Vilic
- 1992 Pedro Dellacha
- 1992 César Cueto
- 1992-1994, 2007-2008 y 2011  Miguel Ángel Arrué
- 1994-1995 y 2001 Ivan Brzić
- 1995  Ramón Estay
- 1995  Julio César Uribe
- 1996  Gilberto Alves
- 1997-1998 1999-2000 Jorge Luis Pinto
- 1998-1999 Edgar Ospina
- 1999  Juan Arteaga
- 2000  Arthur Bernades
- 2001  Paulo Autuori
- 2001  Jaime Duarte
- 2001  Bernabé Herráez
- 2002  Franco Navarro
- 2002-2003  José Torres
- 2003-2004 y 2009-2011  Gustavo Costas
- 2005 Rubén Darío Insúa
- 2005 y 2013 Wilmar Valencia
- 2005  Roberto Challe
- 2006-2007  Gerardo Pelusso
- 2007  Diego Aguirre
- 2008 y 2012  José Soto
- 2013 y 2015  Francisco Pizarro
- 2008  Richard Páez
- 2014-2015  Guillermo Sanguinetti
- 2015  Gustavo Roverano
- 2016  Roberto Mosquera
- 2017-2018  Pablo Bengoechea
- 2019  Miguel Ángel Russo
- 2020  Mario Salas
- 2021-2022  Carlos Bustos
- 2022-  Guillermo Salas

## Calciatori
Nel corso dei suoi 121 anni di storia, un gran numero di giocatori di calcio del Club Alianza Lima ha indossato la maglia della prima squadra e molti di loro hanno rappresentato il Perù nella loro nazionale di calcio.

### Storia
Alejandro Villanueva è stato il primo idolo del club e ha fatto parte della squadra che ha vinto 5 titoli nazionali in 7 anni. Si è distinto anche Jorge Sarmiento, il calciatore dell'Alianza che ha vinto più tornei di Prima Divisione (7 con il club).
Negli anni '60 si sono distinti i calciatori Pedro León e Víctor Zegarra. Il primo ha segnato 104 gol in Prima Divisione, diventando tre volte campione, mentre il secondo ha difeso la maglia del club per 19 stagioni, segnando 128 gol e diventando 5 volte campione nazionale. Teófilo Cubillas, giocatore rappresentativo degli anni '70, è considerato dall'IFFHS il miglior calciatore peruviano del XX secolo. Ha vinto due titoli nazionali con il club ed è stato anche capocannoniere del campionato in 2 occasioni. È anche il capocannoniere di tutti i tempi del club nella Copa Libertadores con 13 gol. Con la squadra peruviana vinse la Copa América del 1975 e segnò 10 gol in tre Mondiali giocati.
(Pelé)

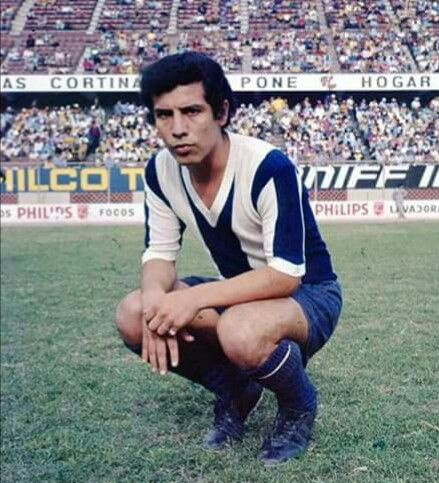
César Cueto, uno dei migliori giocatori nella storia di Alianza Lima

Alianza Lima aveva il miglior centrocampo del mondo nel 1978, secondo la rivista argentina El Gráfico, composto da César Cueto, Teófilo Cubillas e José Velásquez. José González Ganoza è il giocatore con il maggior numero di presenze ufficiali, poiché dal suo debutto nel 1973 fino alla sua morte nel 1987 a causa di una tragedia aerea, ha giocato un totale di 508 partite.
(José Luis Chilavert)
Waldir Sáenz ha esordito negli anni '90, qualche tempo dopo è diventato il capocannoniere di tutti i tempi del club con 178 gol, ha fatto parte della rosa del 1997 che ha vinto lo scudetto dopo 19 anni. È stato un marcatore nella prima divisione del Perù in 2 occasioni e ha alzato il trofeo nazionale 4 volte.
Nel nuovo millennio spicca Jefferson Farfán, che ha giocato in prima squadra per sei stagioni e vinto cinque titoli nazionali, venendo ceduto al PSV Eindhoven nel 2004. Con la squadra peruviana, ha giocato nella Coppa del Mondo 2018 ed è stato finalista nella Copa América 2019.

### Vincitori di titoli

#### Marcatori della Copa Libertadores
- Teófilo Cubillas (1972)
- Guillermo La Rosa (1978)

#### Campioni d'America
- Adelfo Magallanes (Perù 1939)
- Juan Quispe (Perù 1939)
- Juan Valdivieso (Perù 1939)
- César Cueto (1975)
- José González Ganoza (1975)
- José Velásquez (1975)

## Palmarès

### Competizioni nazionali
- Campionato peruviano: 26

1918; 1919; 1927; 1928; 1931; 1932; 1933; 1934 , 1948; 1952; 1954 
 1955; 1962; 1963; 1965; 1975; 1977; 1978; 1997; 2001; 2003  
 2004; 2006; 2017; 2021; 2022
- Coppa de Campeones: 1

1919
- Torneo Apertura: 5

1997; 2001; 2004; 2006; 2017
- Torneo Clausura: 7

1997; 1999; 2003; 2017; 2019; 2021; 2022
- Copa Inca: 1

2014
- Segunda División: 1

1939

### Competizioni internazionali
- Coppa Simón Bolívar: 1

1976

## Organico

### Rosa 2023
| N. |                      | Ruolo | Calciatore         |
| -- | -------------------- | ----- | ------------------ |
| 1  | Perù (bandiera)      | P     | Ángelo Campos      |
| 3  | Perù (bandiera)      | D     | Yordi Vílchez      |
| 4  | Perù (bandiera)      | D     | Nicolás Amasifuen  |
| 5  | Perù (bandiera)      | D     | Carlos Zambrano    |
| 6  | Perù (bandiera)      | D     | Pablo Míguez       |
| 7  | Uruguay (bandiera)   | C     | Pablo Lavandeira   |
| 8  | Perù (bandiera)      | C     | Gabriel Costa      |
| 9  | Argentina (bandiera) | A     | Hernán Barcos      |
| 10 | Perù (bandiera)      | C     | Jairo Concha       |
| 11 | Perù (bandiera)      | C     | Sebastián Cavero   |
| 12 | Perù (bandiera)      | P     | Jonathan Medina    |
| 13 | Perù (bandiera)      | D     | Ricardo Lagos      |
| 14 | Perù (bandiera)      | C     | Cristian Benavente |
| 15 | Perù (bandiera)      | A     | Wilmer Aguirre     |
| 16 | Perù (bandiera)      | D     | Renato Rojas       |

| N. |                     | Ruolo | Calciatore                 |
| -- | ------------------- | ----- | -------------------------- |
| 17 | Perù (bandiera)     | C     | Franco Zanelatto           |
| 18 | Perù (bandiera)     | C     | Óscar Pinto                |
| 19 | Siria (bandiera)    | A     | Pablo Sabbag               |
| 20 | Colombia (bandiera) | C     | Andrés Andrade             |
| 21 | Perù (bandiera)     | C     | Josepmir Ballón (capitano) |
| 22 | Perù (bandiera)     | A     | Aldair Rodríguez           |
| 24 | Perù (bandiera)     | C     | Jorge Del Castillo         |
| 26 | Perù (bandiera)     | D     | Carlos Joao Montoya        |
| 27 | Perù (bandiera)     | C     | Catriel Cabellos           |
| 28 | Perù (bandiera)     | C     | Mauricio Matzuda           |
| 29 | Ecuador (bandiera)  | C     | Darlin Leiton              |
| 32 | Perù (bandiera)     | P     | Franco Saravia             |
| 34 | Perù (bandiera)     | C     | Luis Navea                 |
| 99 | Perù (bandiera)     | P     | Ángel de la Cruz           |